# Список вчених-ембріологів
А Б В Г Ґ Д Е Є Ж З І Ї Й К Л М Н О П Р С Т У Ф Х Ц Ч Ш Щ Ю Я
Список вчених-ембріологів містить лише дослідників, які внесли помітний внесок до галузі ембріології та біології розвитку. Список вчених-ембріологів відсортовано в алфавітному порядку.

## А

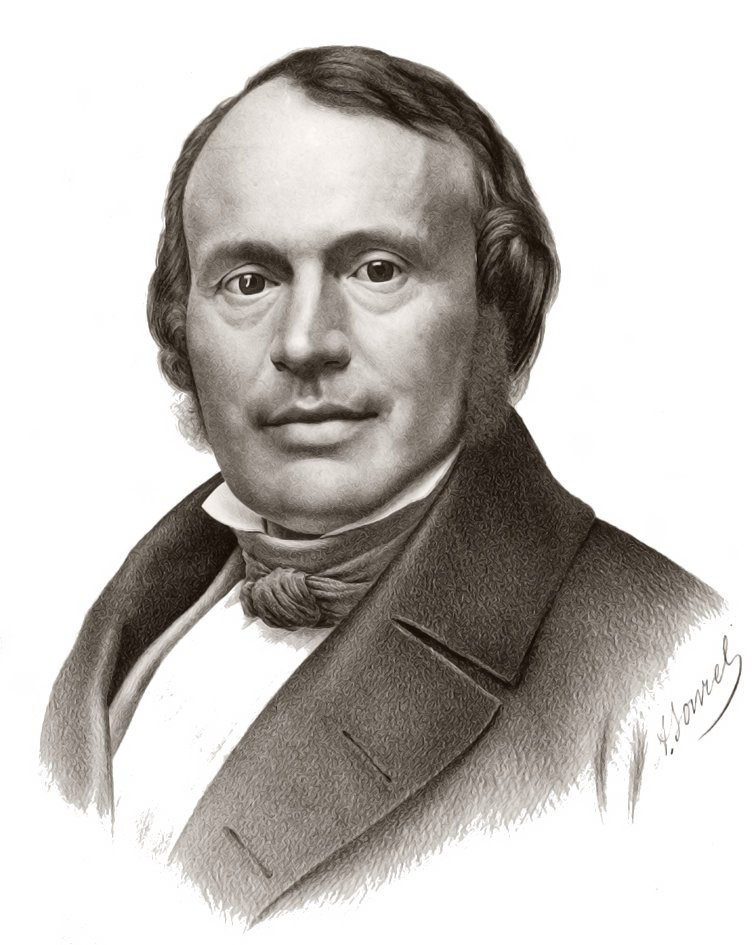
Луї Агассіз

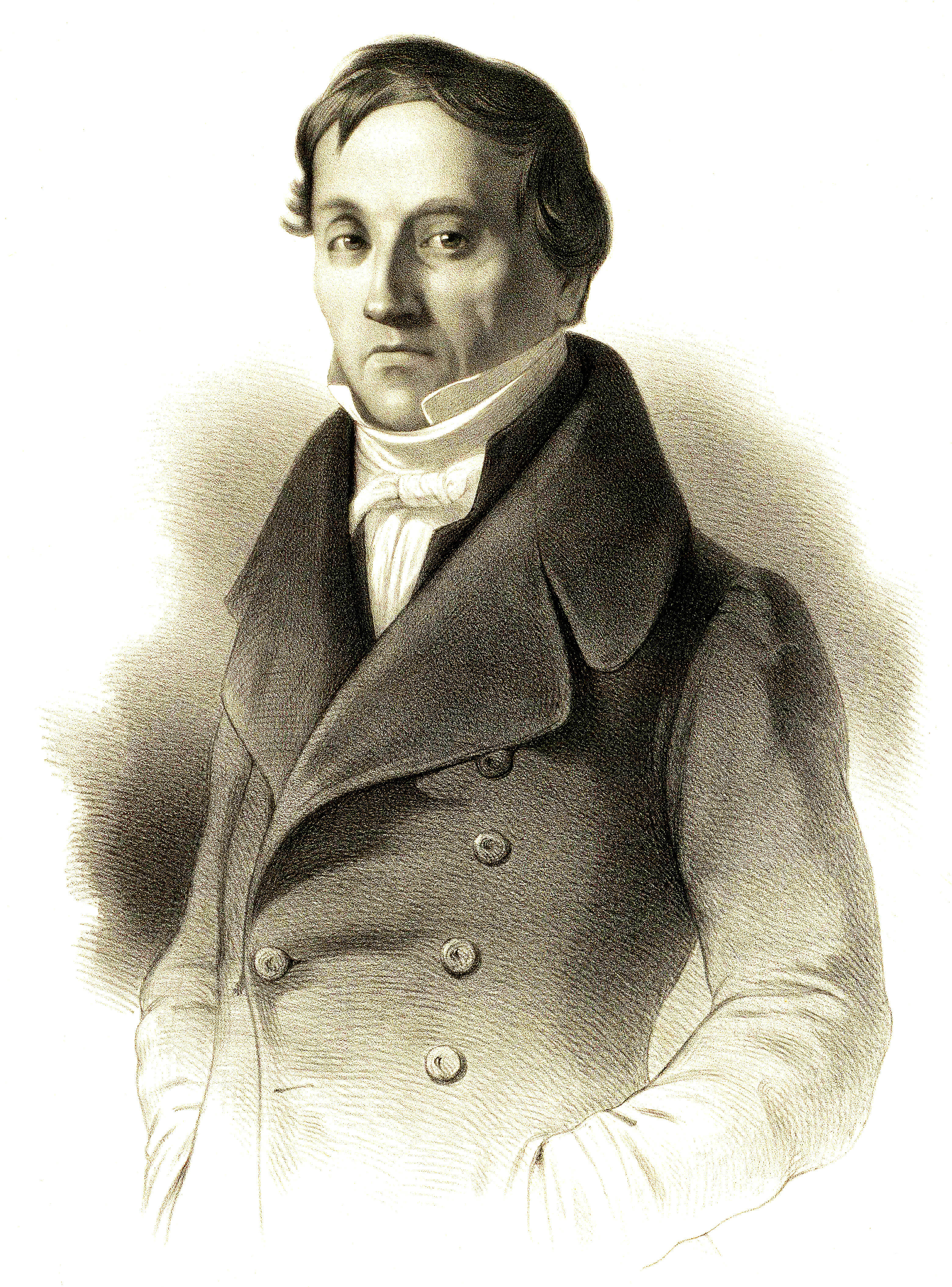
Карл Бер

Леонід Бляхер

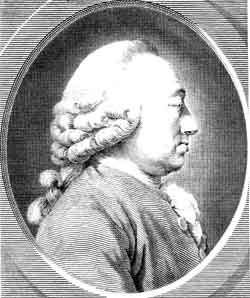
Шарль Бонне

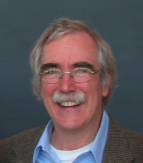
Ерік Вішаус

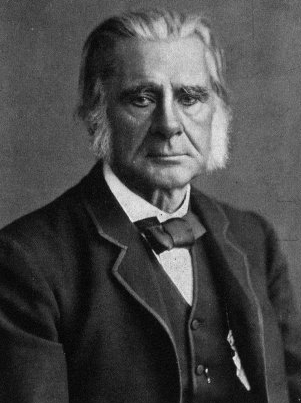
Томас Гакслі

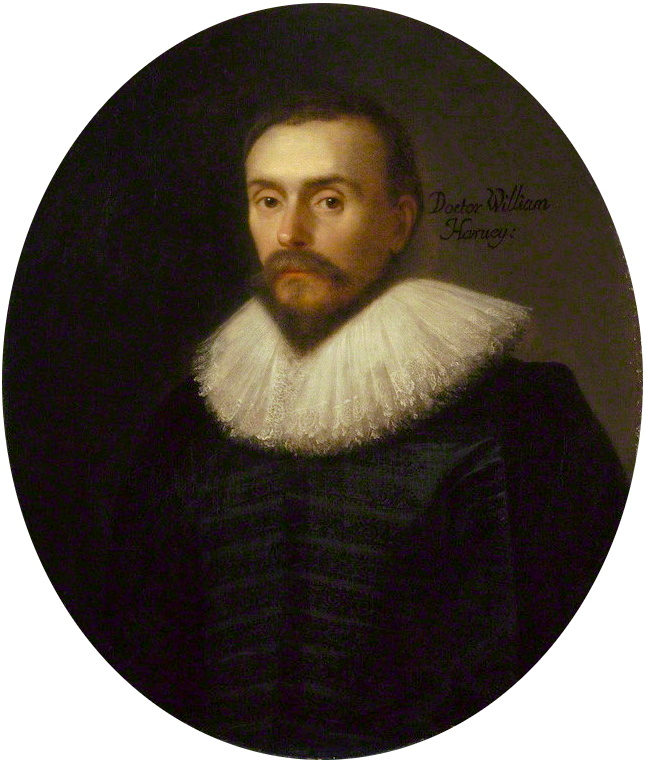
Вільям Гарвей

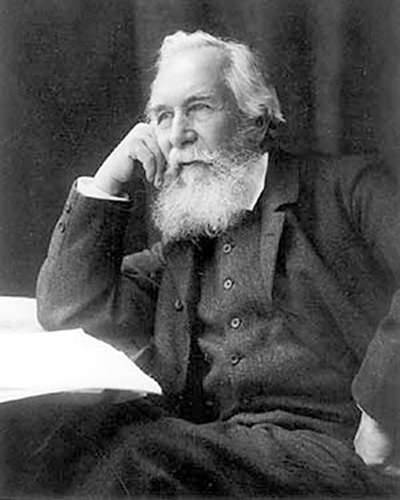
Ернст Геккель

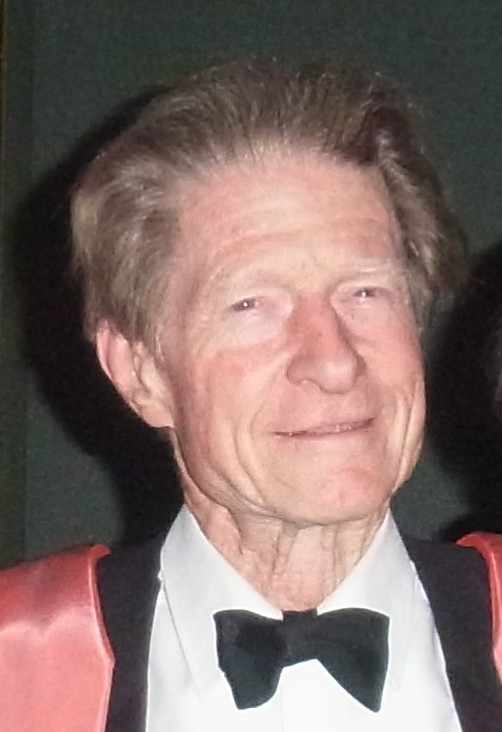
Джон Гердон

Олександр Гурвич

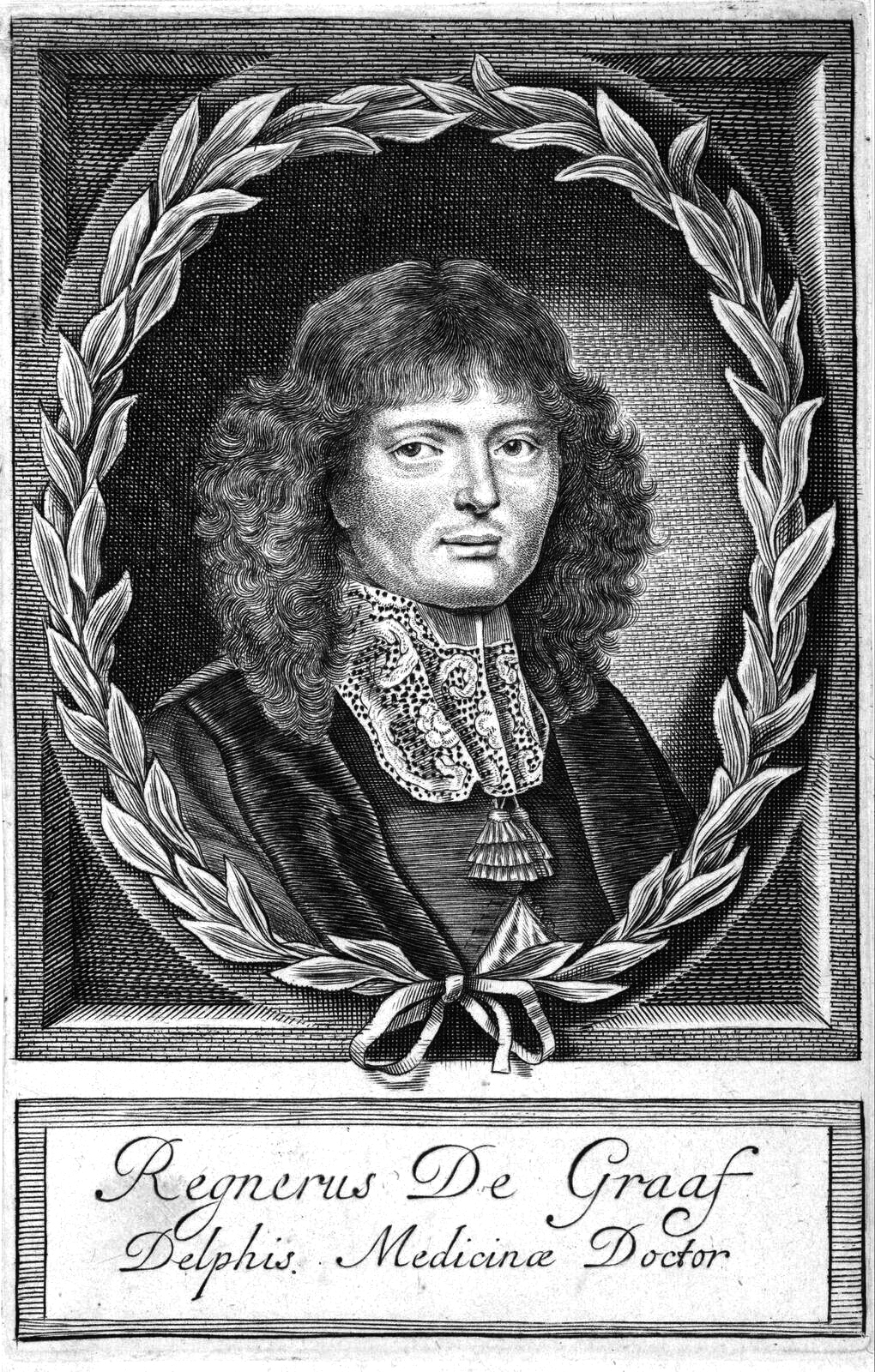
Реньє де Ґрааф

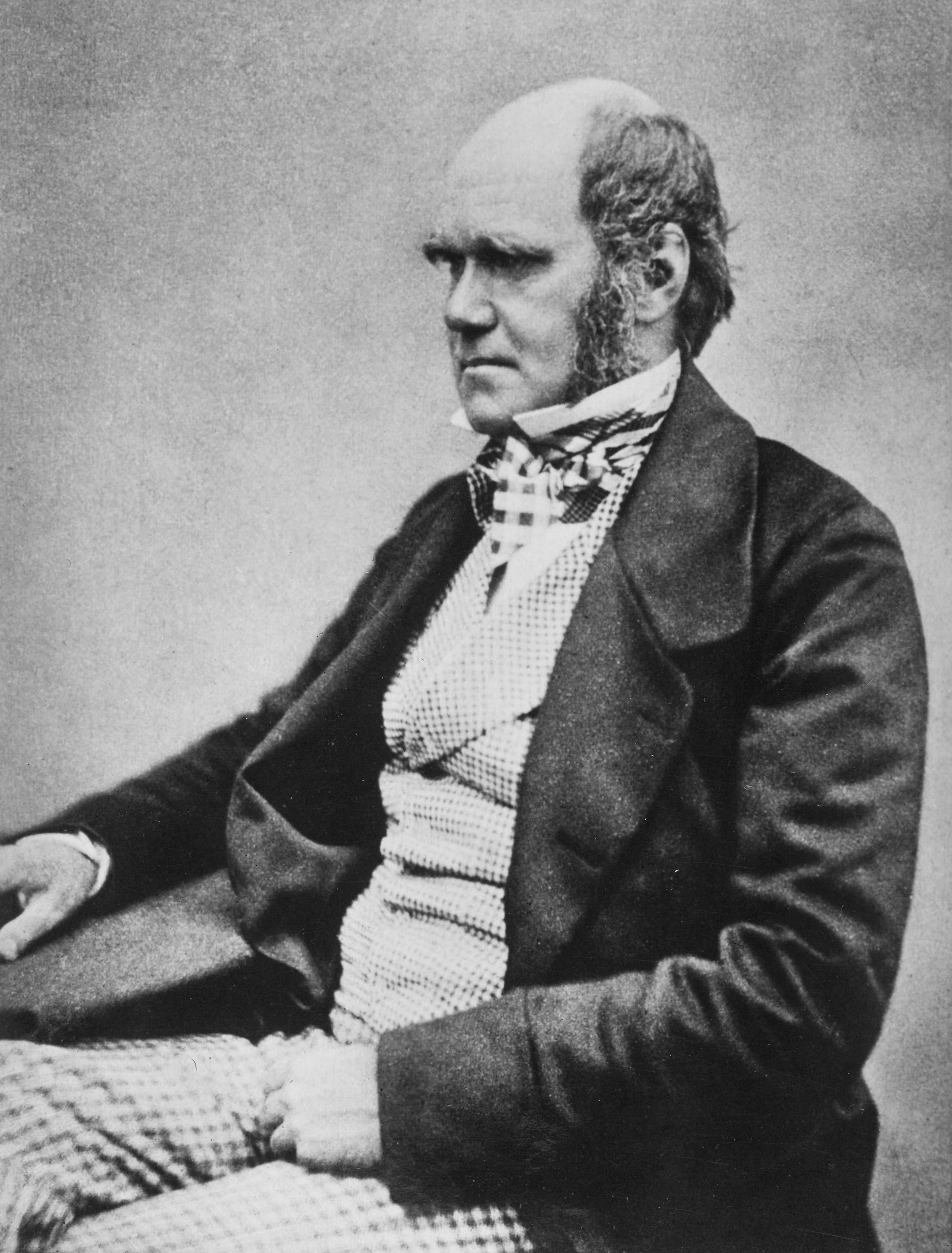
Чарльз Дарвін

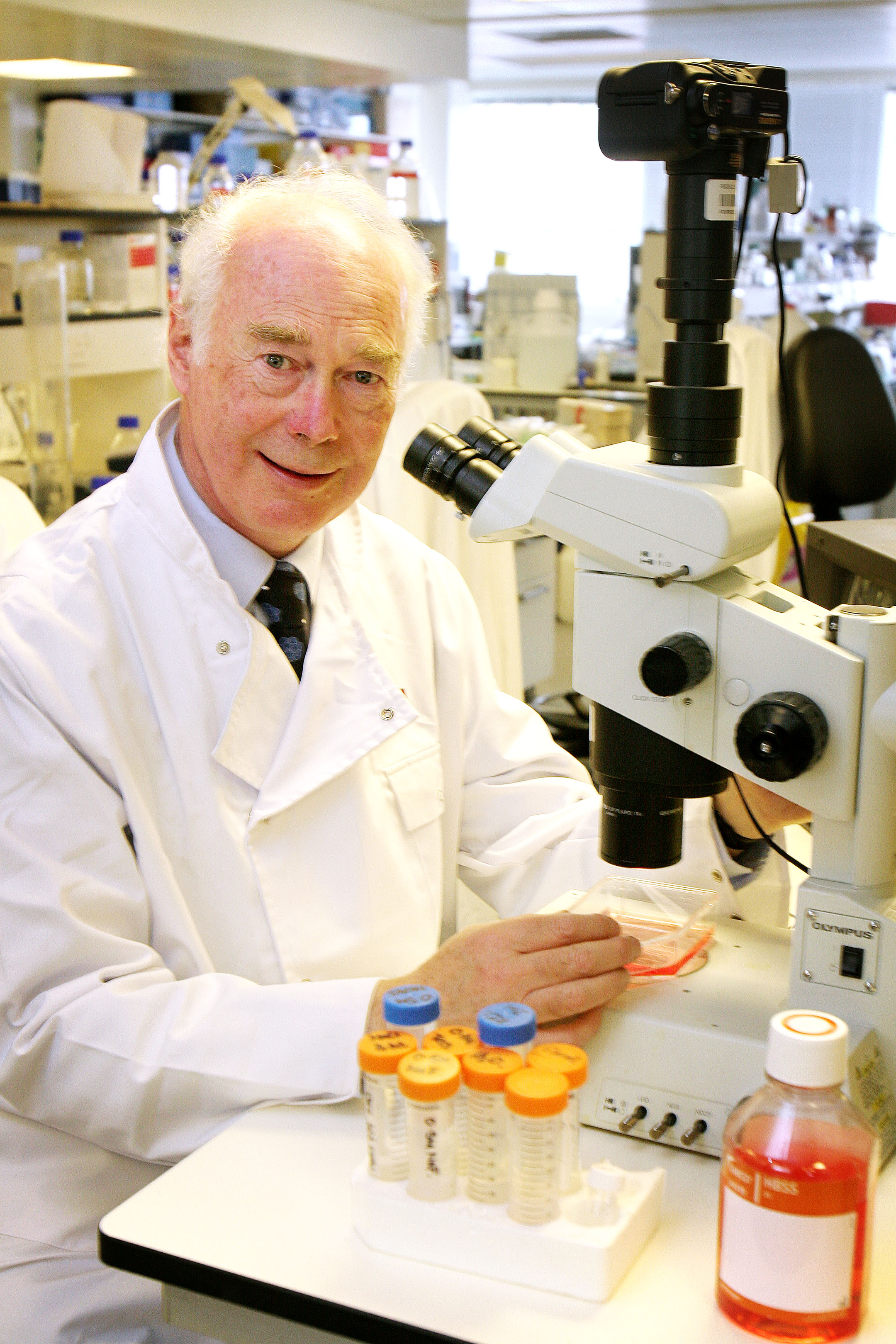
Мартін Еванс

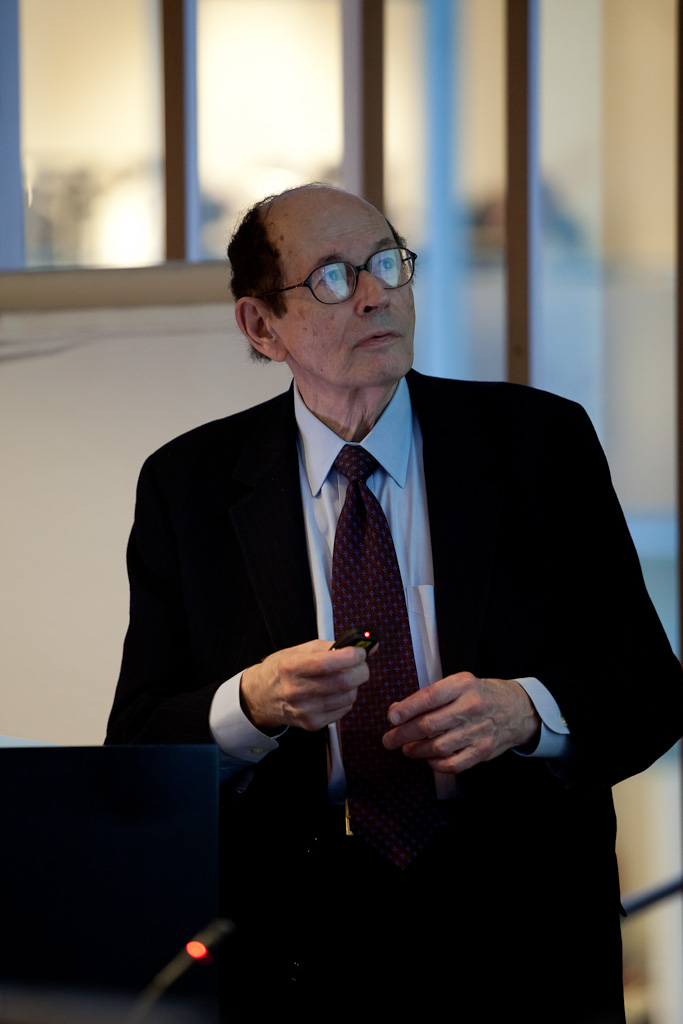
Джеральд Едельман

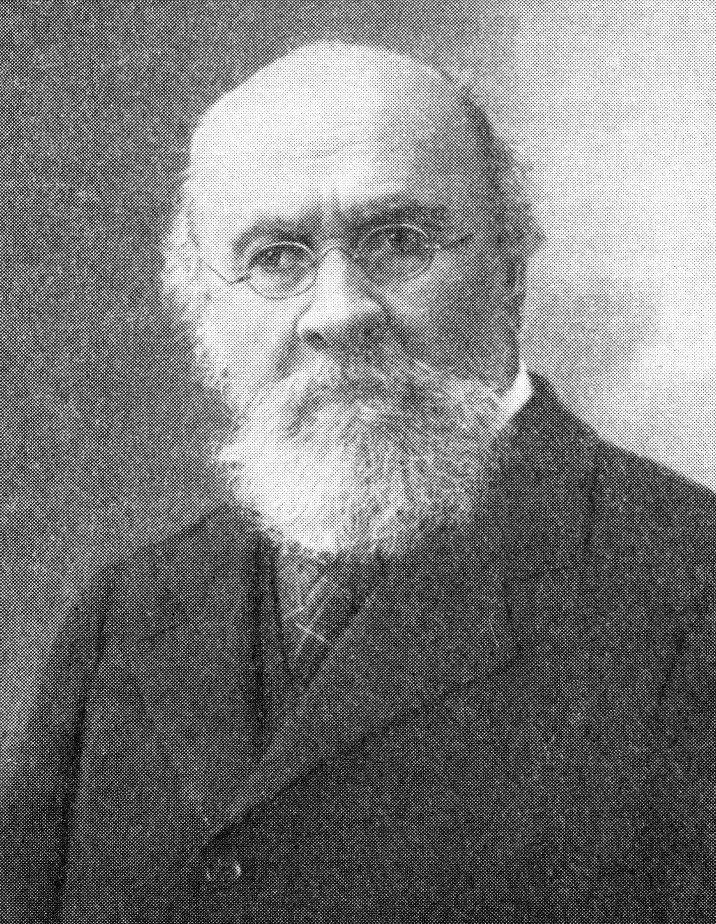
Володимир Заленський

Олексій Квасницький

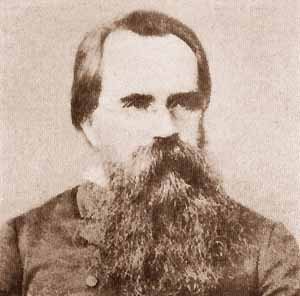
Олександр Ковалевський

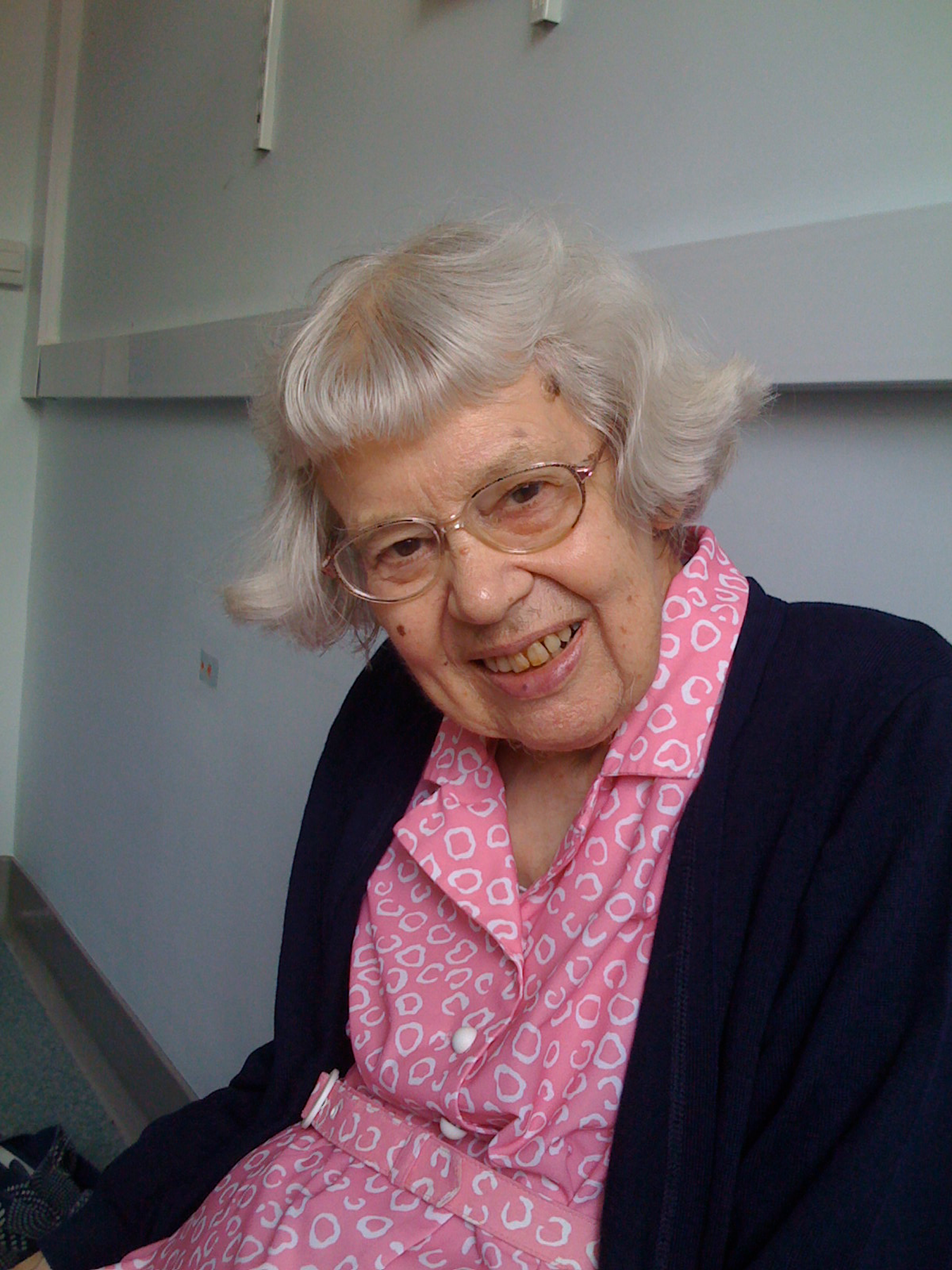
Мері Лайон

Едвард Льюїс

- Абайомі Аджаї[en]
- Луї Агассіз
- Пере Альберх[es]
- Дороті Гансін Андерсен
- Северіно Антінорі[it]
- Кемаль Ахуджа[en]
- Рікардо Ащ[en]

## Б
- Борис Балінський
- Едуард-Жерар Бальбіанін[fr]
- Дітріх Барфут[en]
- Тетяна Батигіна[ru]
- Гелен Баттл[en]
- Франсіс Мейтленд Белфур[en]
- Едуард ван Бенеден[fr]
- Карл Бер
- Мартін Беррі[es]
- Ґерхард Беттендорф[de]
- Станіслав Білевич[pl]
- Ґевін де Бір[en]
- Джон Бірд[en]
- Леонід Бляхер
- Теодор Бовері
- Шарль Бонне
- Ґустав Якоб Борн[en]
- Дональд Д. Браун[de]
- Жан Браше[ru]
- Сідні Бреннер
- Вільям Кіт Брукс[es]
- Павло Буджур[en]

## В
- Пауль Альфред Вайсс[en]
- Ґабор Вайта[en]
- Станіслав Варинський[pl]
- Марія Вжелачинська-Шашкевич[pl]
- Алекс Вегренд[de]
- Генрик Веловявський[cs]
- Юрій Верлінський[en]
- Ієн Вілмут[en]
- Едмунд Вілсон[ru]
- Ганс де Вінівартер[fr]
- Ерік Вішаус
- Конрад Воддінгтон
- Адольф Войцеховський[pl]
- Ольга Волкова[ru]
- Льюїс Волперт[en]
- Каспар Фрідріх Вольфф[en]
- Семюел Г. Вуд[en]
- Гордон Вудс[en]

## Г
- Томас Генрі Гакслі
- Пауль Галлез[fr]
- Альбрехт фон Галлер
- Віктор Гамбургер[de]
- Вільям Гарвей
- Етель Браун Гарвей[en]
- Джойс Гарпер[en]
- Росс Гаррісон
- Бертольд Гашек[en]
- Ернст Геккель
- Луї Фелікс Геннегі[en]
- Джон Гердон
- Петро Герке
- Оскар Гертвіг[en]
- Волтер Гіп[en]
- Вільгельм Гіс-старший
- Еміль Ґодлевський (син)
- Браєн К. Голл[en]
- Роберт Горвиць
- Мілош Грім[cs]
- Олександр Гурвич
- Свен Гьорштадіус

## Ґ
- Карл Аксель Ґемзелл[en]
- Вальтер Якоб Ґегрінґ[en]
- Реньє де Ґрааф
- Отто Ґроссер[de]
- Едвін Стівен Ґудріч

## Д
- Віра Данчакова[en]
- Чарльз Дарвін
- Ерік Гарріс Дейвідсон[en]
- Тетяна Детлаф[ru]
- Ієн Джонстон[en]
- Жак Доннез[de]
- Ганс Дріш[en]
- Ніколь Ле Дуарін[fr]
- Матіас-Марія Дюваль[ru]

## Е
- Мартін Еванс
- Роберт Едвардс
- Джеральд Едельман
- Річард Ейкін[en]
- Олександр Екер[en]
- Йозеф-Петер Еммріх[de]

## Є
- Євгенов Николай Іванович[ru]
- Ричард Єдлінек[cs]
- Нільс Ґуннар Єрлов[sv]
- Борис Ефруссі[ru]

## Ж
- Альфред Матьє Жіар
- Альфред Жост[en]

## З
- Володимир Заленський
- Зейлі Зеликовська
- Магдалена Зерницька-Гьоц[en]

## І
- Петро Іванов[ru]
- Ольга Іванова-Казас[ru]

## К
- Фрідіано Кавара[es]
- Франц Кайбель[pl]
- Олексій Квасницький
- Джоунз Квен[en]
- Кейт Кемпбелл[en]
- Пітер Клацький[en]
- Кейт Кемпбелл[en]
- Марія Кимерич-Литвиненко[pl]
- Кейт Кемпбелл[en]
- Анн Кайслінґ[en]
- Олексій Кнорре[ru]
- Олександр Ковалевський
- Вольше Койтер[fr]
- Сергій Колесников [ru]
- Юліус Коллмен[en]
- Броніслава Конопацька[pl]
- Мечіслав Конопацький[pl]
- Фрідріх Вільгельм Копщ[en]
- Хуан Корреа-Перес[en]
- Джордж Корнер[en]
- Юджин Коршельт[en]
- Жак-Віктор Кост[fr]
- Олександр Костич[de]
- Маркус Купка[de]
- Карл Вільгельм фон Купфер[en]

## Л
- Мері Лайон
- Арнольд Ланг[en]
- Матільда Ланге[en]
- Луї Себастьян Тредерн де Лезерек[pl]
- Ян Ленґмен
- Ольга Леонова[en]
- Ларс Йоганнес Лі[sv]
- Семмі Лі
- Френк Реттрей Ліллі[en]
- Сьорен Льотруп[en]
- Воррен Гармон Льюїс
- Едвард Льюїс
- Маргарет Рід Льюїс

## М

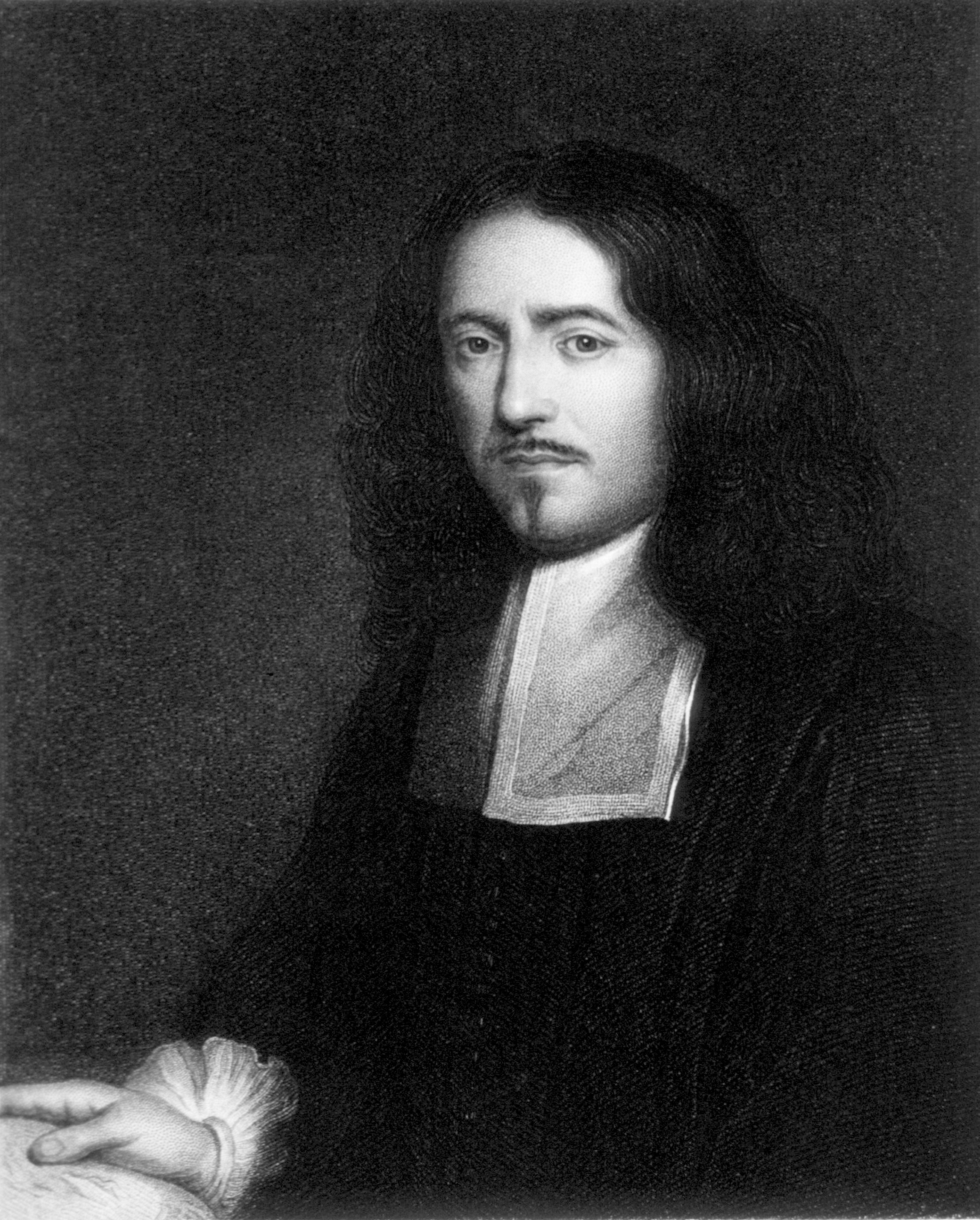
Марчело Мальпігі

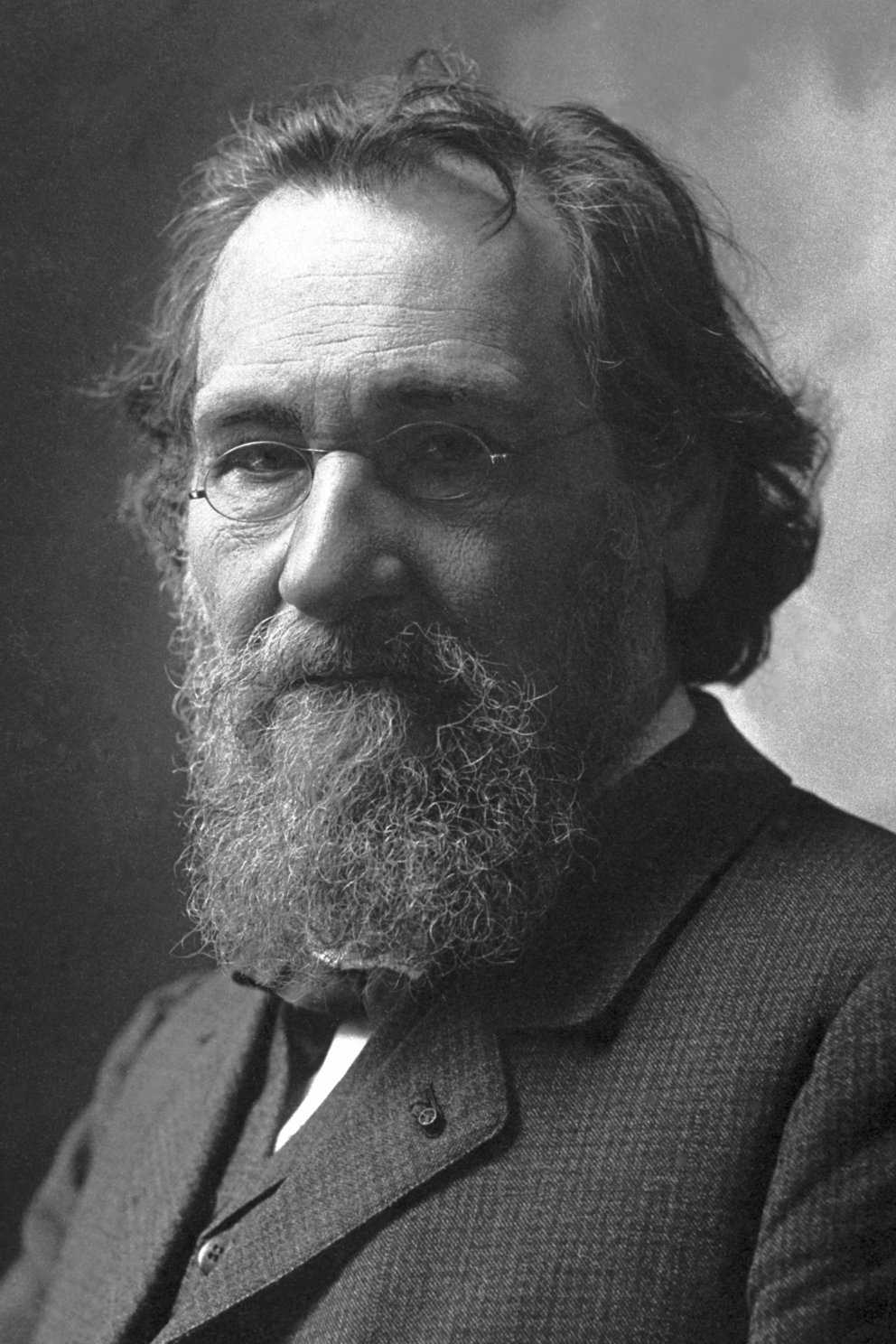
Ілля Мечников

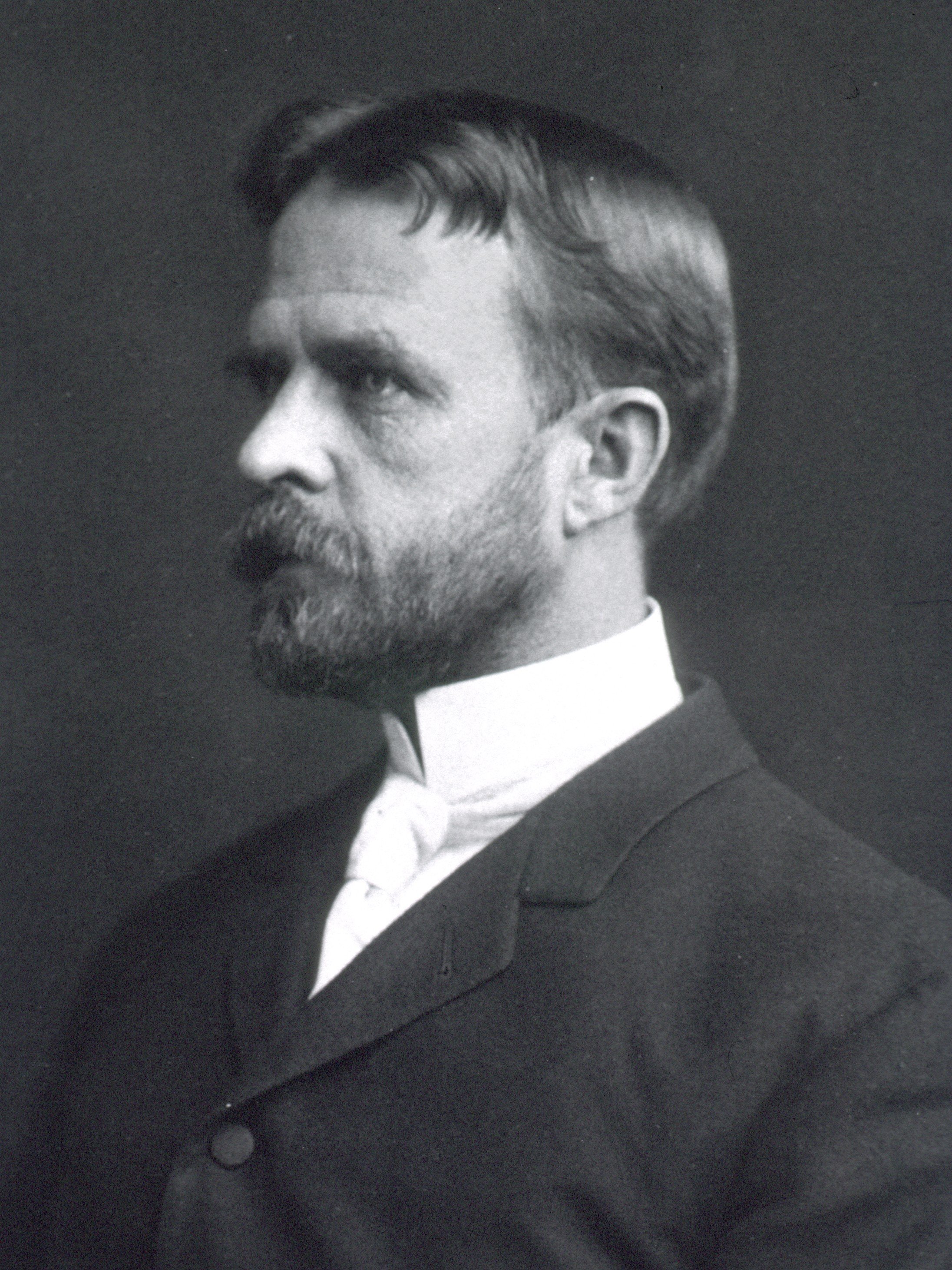
Томас Гант Морган

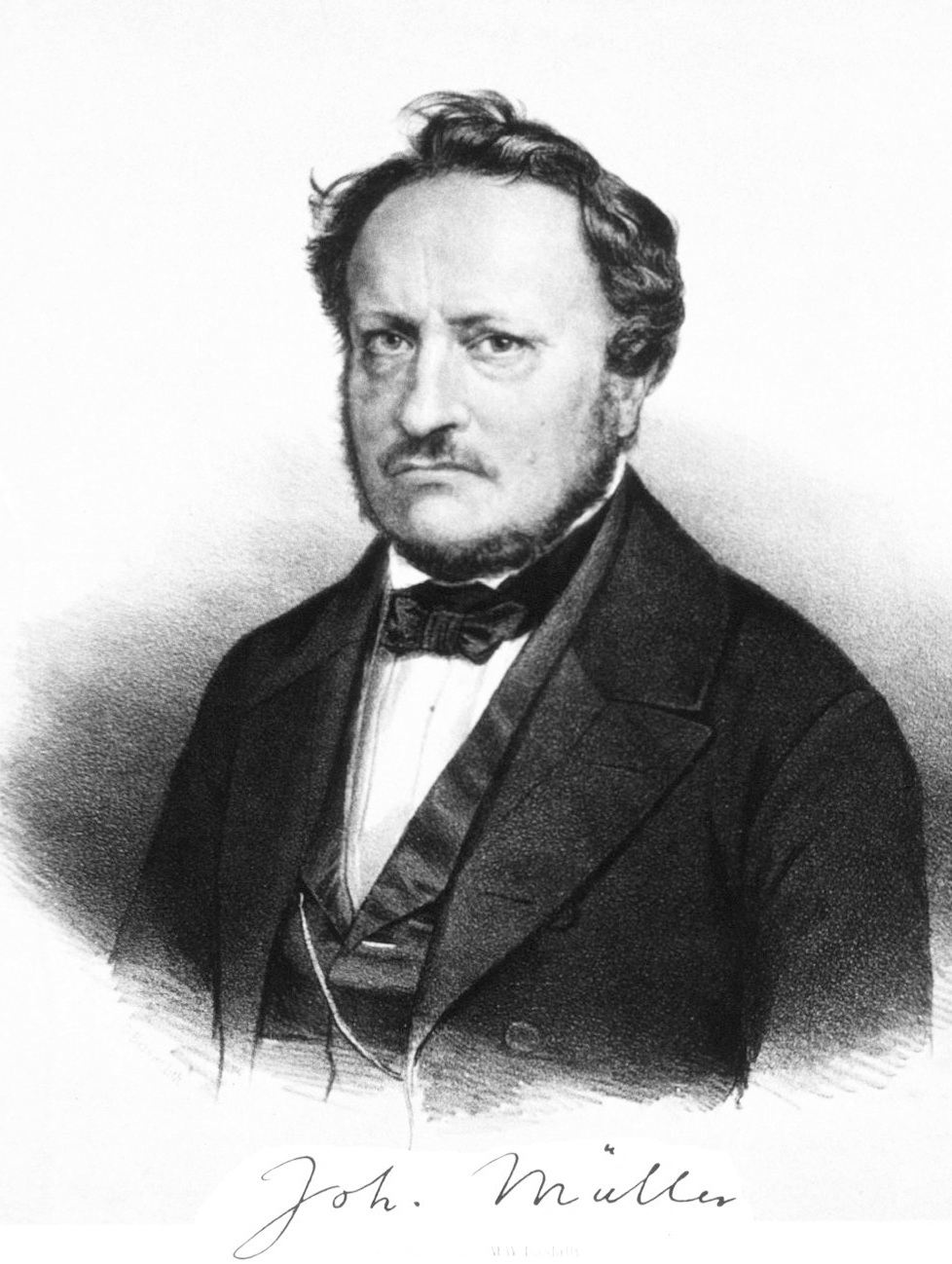
Йоганн Петер Мюллер

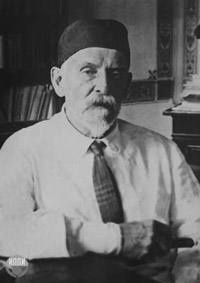
Сергій Навашин

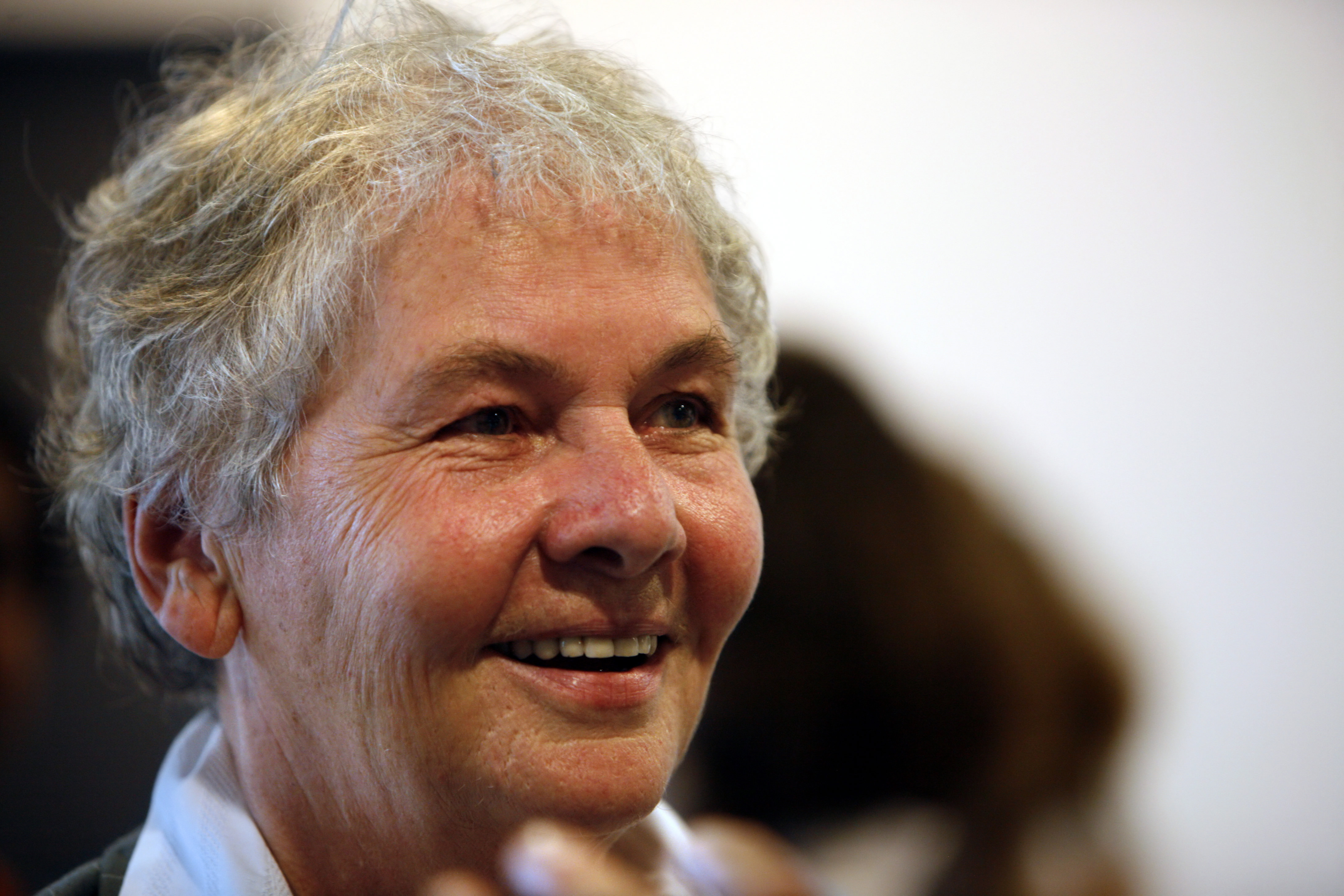
Крістіана Нюсляйн-Фольгард

- Роберт Маєр[en]
- Ґрегор Майдіч[sl]
- Марчело Мальпігі
- Гільда Манґольд
- Ґайл Роберта Мартін[en]
- Тамсір Мбове[de]
- Йоганн Фрідріх Меккель молодший
- Ілля Мечников
- Шарль Седґвік Міно[en]
- Беатріс Мінц[en]
- Сохан Модак[en]
- Яків Модилевський
- Френклін Молл[en]
- Томас Гант Морган
- Йоганн Петер Мюллер
- Фріц Мюллер[es]

## Н
- Сергій Навашин
- Ґіта Наґунд[en]
- Олексій Некрасов[ru]
- Джозеф Нідем
- Ебергард Ніщлаг[de]
- Петер Ньювкуп[fr]
- Крістіана Нюсляйн-Фольгард

## О
- Єжи Олександрович[pl]
- Леннарт Олссон[de]
- Ніколаус Міхал Оппел[en]
- Джейн Оппенгаймер[en]

## П

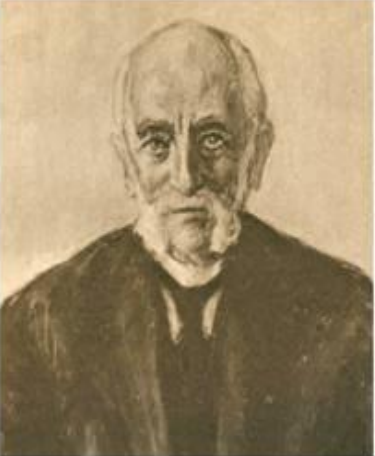
Жан-Луї Прево

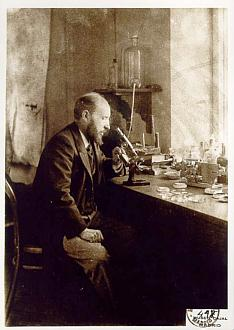
Сантьяго Рамон-і-Кахаль

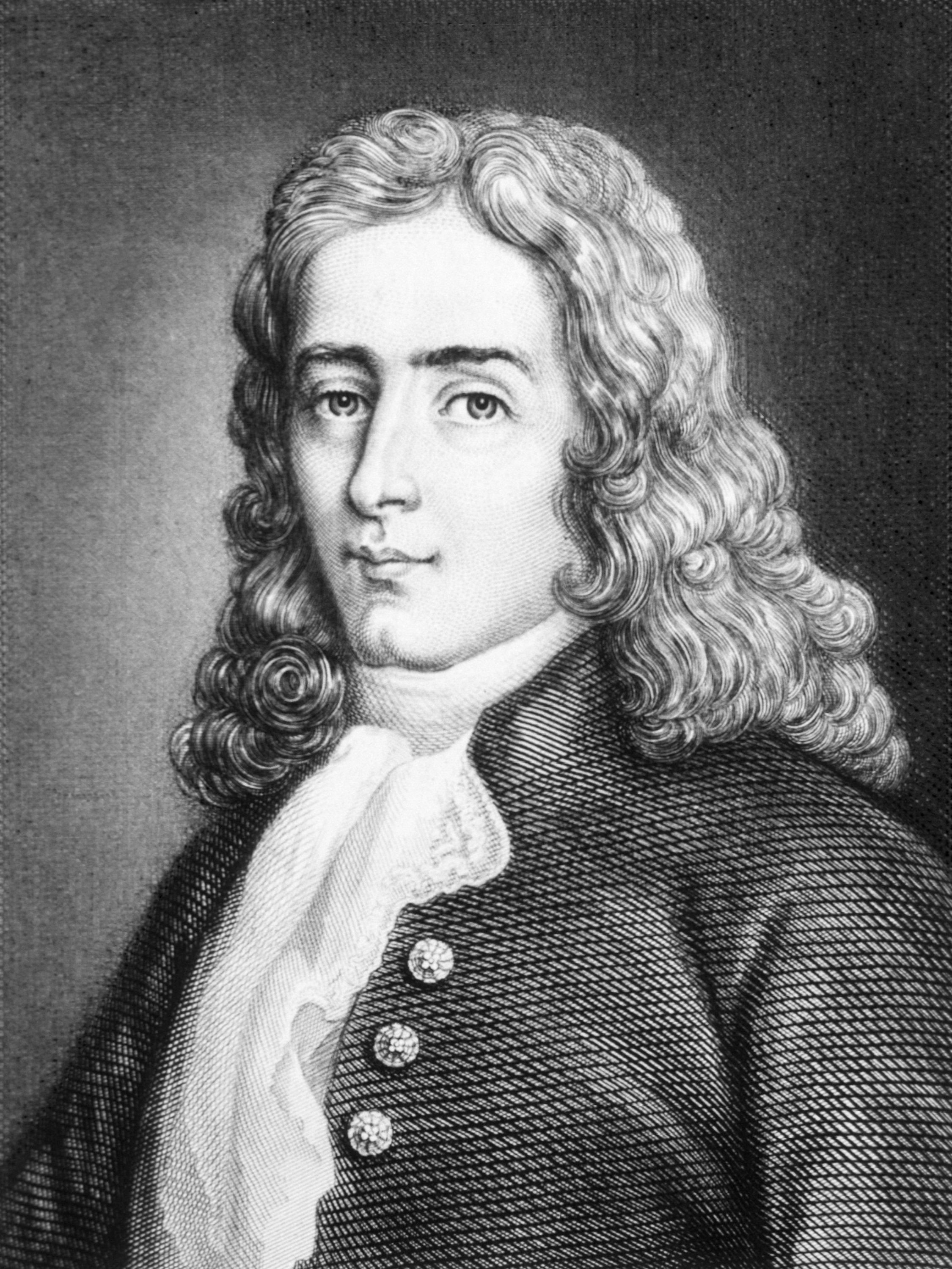
Рене Антуан Реомюр

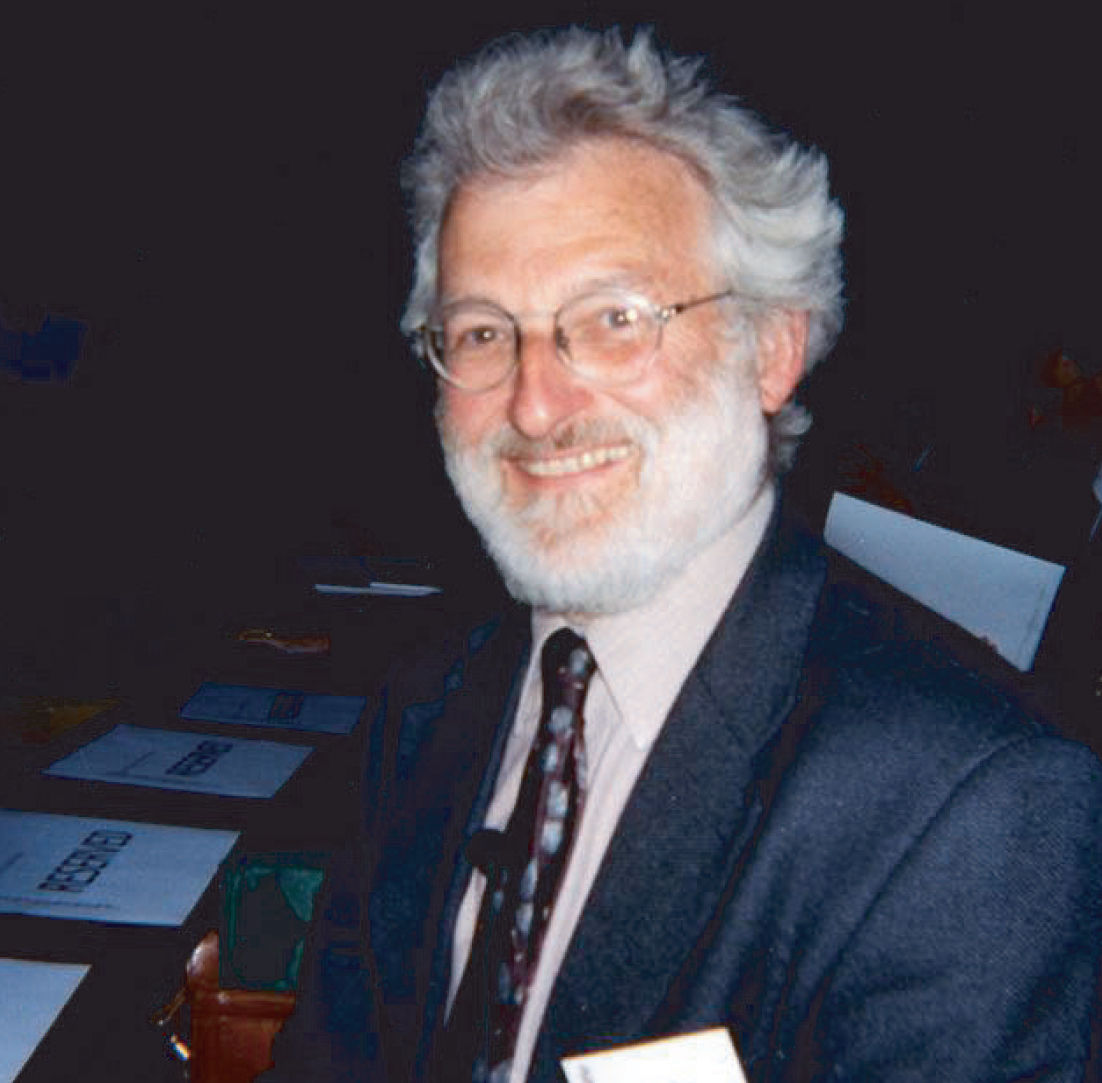
Джон Салстон

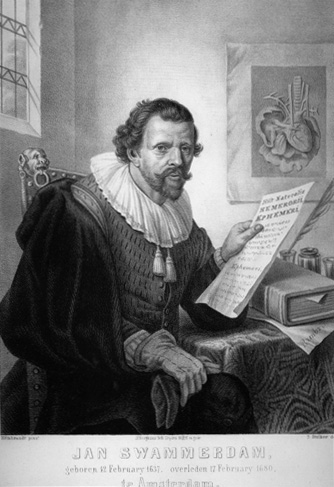
Ян Сваммердам

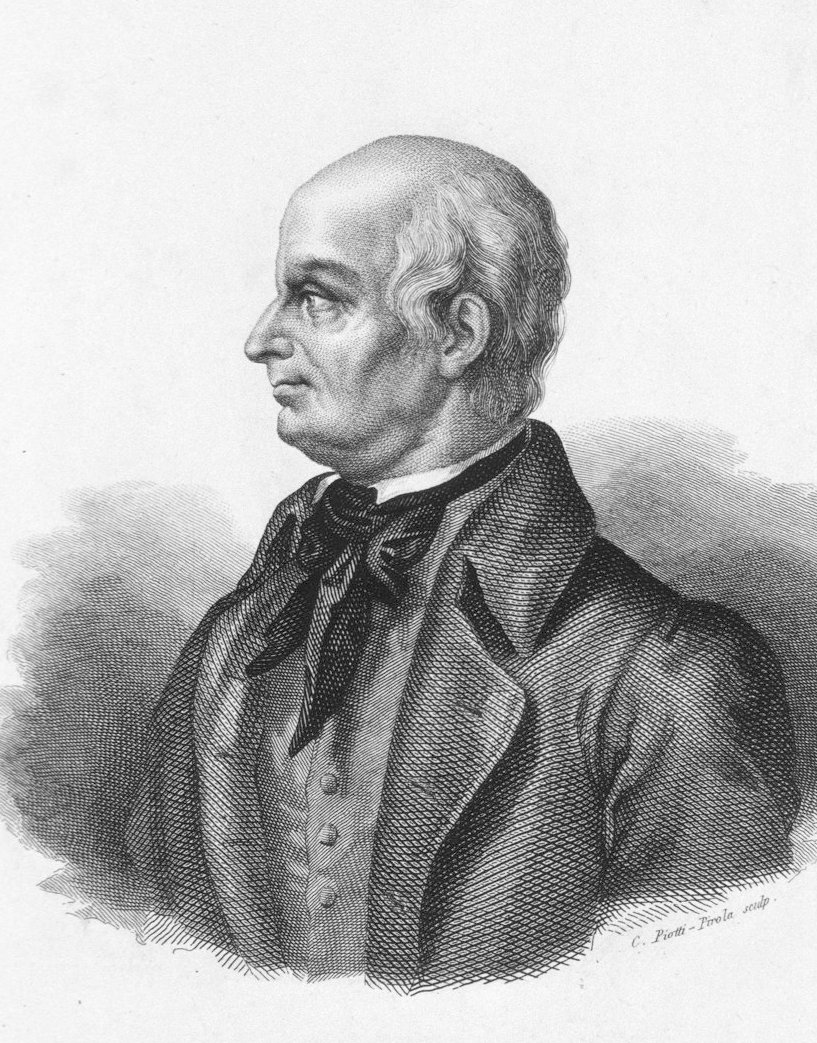
Ладзаро Спалланцані

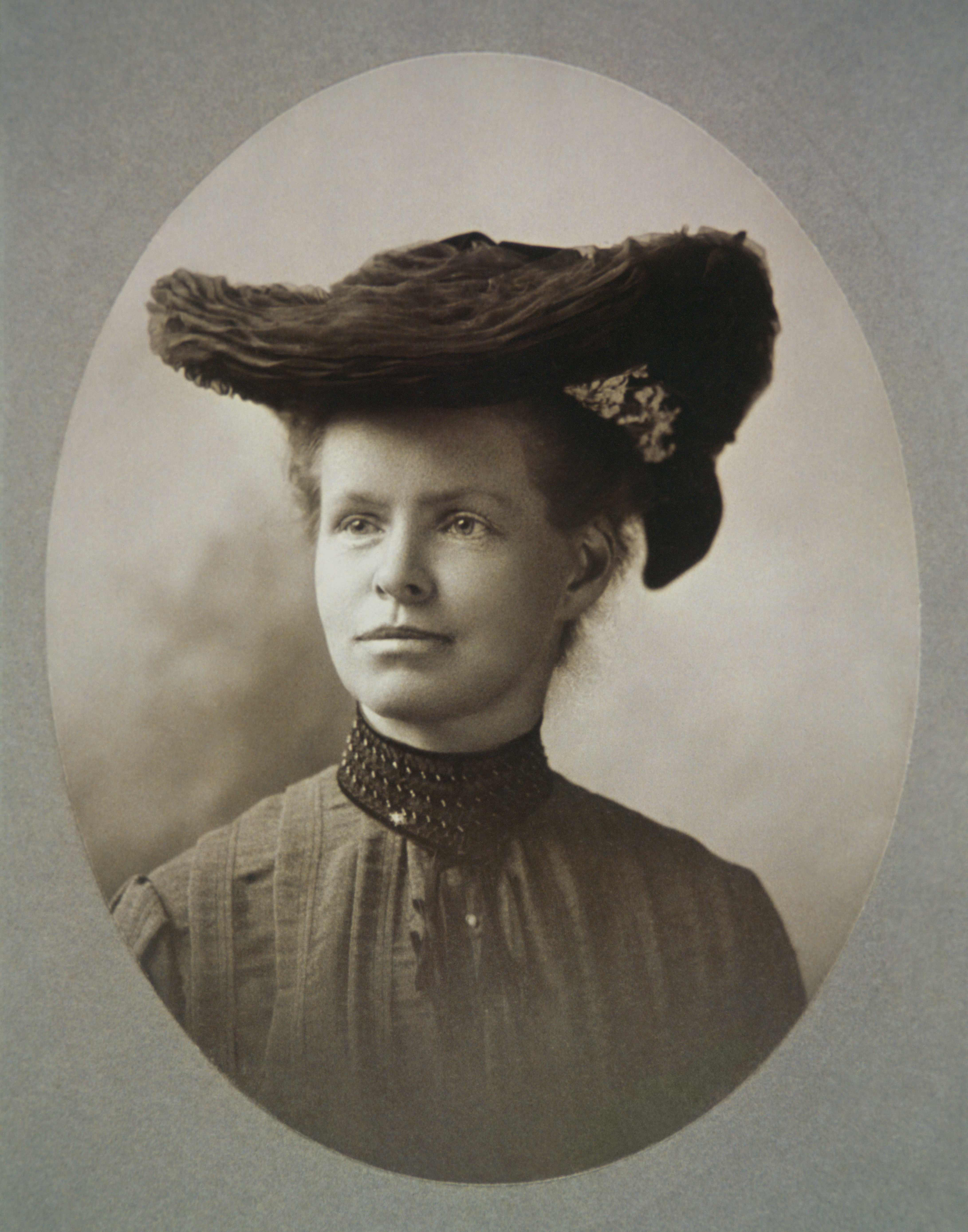
Нетті Стівенс

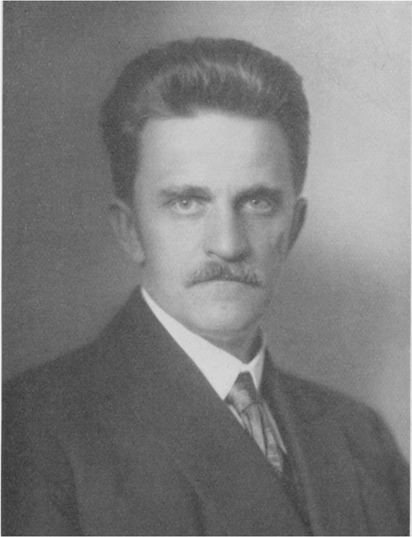
Юрій Філіпченко

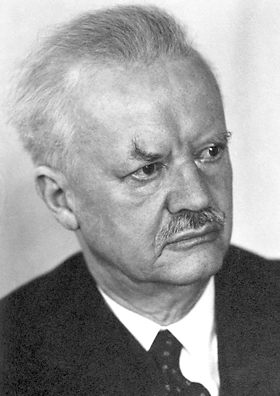
Ганс Шпеман

- Хрістіан Пандер[en]
- Піфіада
- Альфред Піщенґер[es]
- Джулія Плетт[en]
- Жан-Луї Прево
- Яніс Прієдкалнс

## Р
- Карл Рабль[en]
- Карл Богіслаус Райхерт[en]
- Сантьяго Рамон-і-Кахаль
- Мартін Генріх Ратке[en]
- Август Раубер[pl]
- Рудольф Рафф[en]
- Роберт Ремак[en]
- Рене Антуан Реомюр
- Йоганнес В. Рохен[de]
- Вільгельм Ру[en]
- Дороті Рудник[en]
- Ів Румплер[fr]
- Анджело Руффіні[it]

## С
- Тоомас Саат[et]
- Флоренс Сабін
- Джон Салстон
- Етель Саржант
- Ян Сваммердам
- Павло Свєтлов[ru]
- Казімеш Сембрат[pl]
- Камала Селварай[en]
- Етьєн Серрес
- Марія Скалиньська[ru]
- Станіслав Сковрон[pl]
- Ярослав Сліпка (1926)[cs]
- Петро Слонімський[pl]
- Йоганнес Собота[en]
- Ладзаро Спалланцані
- Отакар Срдінко[cs]
- Нетті Стівенс
- Зосим Стрільцов

## Т
- Анджей Тарковський
- Венс Тартар[de]
- Ганс Дітер Тауберт[de]
- Віктор Чендлер Твітті[fr]
- Аллен Томсон[en]
- Томас Еверетт Томпсон[en]
- Лудольф Тревіранус
- Зігфрід Тротнов[de]
- Ян Тур[pl]

## У
- Фелікс Урбанович[pl]

## Ф
- Ієронім Фабріціус[en]
- Ґерхардт Фанкгаузер[en]
- Дмитро Філатов[ru]
- Юрій Філіпченко
- Володимир Фінн
- Герман Фоль[en]

## Х
- Асен Хаджиолов[ru]
- Петр Хач[cs]
- Бодо Хріст[de]

## Ч
- Мін Чуех Чен[en]

## Ш
- Лорен Шабрі[fr]
- Каміль Даресте де ля Шаванне[en]
- Леопольд Шенк
- Бей Шижан[en]
- Владислав Шимонович
- Карл Ширен[de]
- Шмідт Георг Філіпп[ru]
- Ганс Шпеман
- Дітріх Штарк
- Патрік Штептое[en]

## Ю
- Юнінг Юй[en]

## Я
- Шиня Яманака
- Ксянжон Янґ[en]
- Вей Янь [en]

А Б В Г Ґ Д Е Є Ж З І Ї Й К Л М Н О П Р С Т У Ф Х Ц Ч Ш Щ Ю Я